# Teramang Jaya (plaats)
Teramang Jaya is een bestuurslaag in het regentschap Muko-Muko van de provincie Bengkulu, Indonesië. Teramang Jaya telt 506 inwoners (volkstelling 2010).